# Batterieumschaltanlage
Eine Batterieumschaltanlage ist eine elektrische Baugruppe, mit der es möglich ist, in Fahrzeugen beim Startvorgang den Anlasser mit einer höheren Spannung zu versorgen als sie das Bordnetz im normalen Betrieb liefert. Die Anlage wird in schweren Nutzfahrzeugen eingesetzt.

## Grundlagen
Schwere Nutzfahrzeuge sind mit Dieselmotoren ausgestattet, die einen Hubraum von bis zu 24 Litern haben. Solche großen Motoren benötigen für den Startvorgang einen Anlasser mit einer Leistung von bis zu neun Kilowatt. Obwohl diese Fahrzeuge mit einer Batterie ausgestattet sind, die eine Kapazität von bis zu 230 Amperestunden haben, kommt eine einzelne 12-Volt-Batterie hier bereits an ihre Leistungsgrenze. Aufgrund des hohen Lastmoments und der daraus resultierenden hohen Anlauf- und Schleppströme sind 12-Volt-Anlasser nicht geeignet, solche Motoren anzulassen. Durch eine Spannungsverdopplung würde, bei gleicher Leistung, der Strom halbiert werden können. Hierfür müssen zwei 12-Volt-Batterien in Reihe geschaltet werden und man erhält eine Bordnetzspannung von 24 Volt. Diese Spannung hat den Vorteil, dass sich insbesondere in der Startanlage Spannungsverluste nicht so nachteilig auswirken wie bei der niedrigeren Spannung von 12 Volt. Allerdings müssten dann auch alle anderen elektrischen Komponenten für 24 Volt ausgelegt werden. Eine Alternative ist eine gemischte 12-/24-Volt-Anlage. Bei dieser Anlage ist der Anlasser für 24 Volt, die restlichen Komponenten aber für 12 Volt ausgelegt. Um dieses Bordnetz realisieren zu können, benötigt man eine Batterieumschaltanlage.

## Aufbau und Verschaltung

Schaltplan einer Batterieumschaltanlage

Zentrale Schalteinheit ist bei dieser Anlage das Batterieumschaltrelais. Dies ist ein Relais, das mit zwei Wechslerkontakten ausgestattet ist. Die Kontakte sind für hohe Schaltströme ausgelegt. Die Relaisspule dieses Relais ist für 12 Volt ausgelegt. Zusätzlich ist eine zweite Starterbatterie Bestandteil der Anlage. Beide Batterien müssen gleich alt sein und gleiche technischen Daten haben. Damit beide Batterien gleich stark belastet werden, müssen die Anschlussleitungen den gleichen Querschnitt haben und gleich lang sein. Bei einer der Batterien (Batterie 1) wird der Minuspol direkt mit der Masse verbunden, der Minuspol der anderen Batterie (Batterie 2) wird an den Anschluss 31 a des Wechslerkontaktes des Batterieumschaltrelais angeschlossen und von dort über den Anschluss 31 mit der Masse verbunden. Der Pluspol der Batterie 1 wird an den Anschluss 30 des Batterieumschaltrelais angeschlossen. Der Pluspol der Batterie 2 wird mit dem Anschluss 30 des Anlassers verbunden. Außerdem wird der Pluspol der Batterie 2 mit der Klemme 30 a des zweiten Wechslerkontaktes verbunden. Der Anschluss 50 des Batterieumschaltrelais wird mit der Klemme 50 des Anlassers verbunden. Der Anschluss 51 des Batterieumschaltrelais wird mit Bordnetzplus verbunden. An den Anschluss 50 a wird der Zünd-Start-Schalter angeschlossen.

## Funktion
Im Ruhezustand sind beide Batterien über das Batterieumschaltrelais (Anschluss 30 a – 51) parallel geschaltet. Wird nun der Zünd-Start-Schalter betätigt, wird die Spule des Batterieumschaltrelais mit Spannung versorgt und zieht an. Die Kontakte schalten nun um und die beiden Batterien werden über den ersten Wechsler (Kontakt 31 a – 30) in Reihe geschaltet. Über den zweiten Wechsler (Anschluss 30 a – 50) erhält der Anlasser an den Klemmen 30 und 50 nun 24 Volt. Der Anlasser dreht sich und setzt nun den Motor in Gang. Das übrige Bordnetz wird weiterhin von der Batterie 1 mit 12 Volt versorgt. Nachdem der Startvorgang beendet ist und der Zünd-Start-Schalter losgelassen wurde, wird die Relaisspule wieder stromlos. Dadurch schaltet das Batterieumschaltrelais die Kontakte wieder in die Ruhestellung zurück. Die beiden Batterien werden wieder parallel geschaltet. Die vom Verbrennungsmotor angetriebene Lichtmaschine versorgt nun beide Batterien mit Strom und sie werden aufgeladen.